# Фрей, Ян
Ян (Иоганн) Захариаш Фрей (июнь 1769, Вена — 8 августа 1829, Варшава) — польский живописец, иллюстратор и гравер австрийского происхождения.

## Биография
Родился в семье офицера австрийской армии.
Обучался живописи в Венской императорской академии изобразительных искусств, позже в Лондоне у Бенджамина Уэста. Около 1794 году приехал в Польшу.
По приглашению князя Адама Чарторыйского прибыл в Пулавы. Писал многочисленные портреты членов магнатского рода Чарторыйских. Создал, среди прочего, 13 гравюр с видами их дворцов, усадеб и парка княгини Изабеллы Чарторыйской, дочери подскарбия великого литовского и воеводы поморского графа Яна Ежи Флемминга. Создал 28 гравюр для книги Изабеллы Чарторыйской о «Разные мысли об искусстве создания садов», изданной в 1805 году Вильгельмом Готтлибом Корном во Вроцлаве (2-е издание 1807 г.).
В 1804 году стал придворным художником и гравером сына князя Адама Ежи Чарторыйского.
В 1805 году переехал в Варшаву, где оставался до конца жизни. В 1806 году он создал ряд офортов с изображением руин замков, видов городов, дворцов и жилых домов, которые были включены в художественный альбом З. Фогеля «Собрание видов славнейших национальных памятников в Польше, 1806» («Zbiór widoków sławniejszych pamiątek narodowych w Polsce. 1806»)
Иллюстрировал работу польского ученого Станислава Сташица «О минеральных богатствах Карпат и других гор и равнин Польши», а также песенный сборник Юлиана Немцевича и композитора Кароля Курпиньского «Исторические песни».
Кроме художественной деятельности, в качестве, гравера и художника-акварелиста, преподавал в монастырской школе пиаристов.
Умер в Варшаве и был похоронен на евангелическо-реформатском кладбище.